# Mats Blomgren
Sven Mats Anders Blomgren (* 12. April 1960 in Vänersborg, Schweden) ist ein schwedischer Schauspieler.

## Leben
Mats Blomgren studierte erfolgreich Schauspiel an der Statens scenskola i Göteborg, einem Institut der Universität Göteborg. Anschließend spielte er Theater, unter anderem am Teater Bhopa, Göteborgs stadsteater und dem renommierten Königlichen Dramatischen Theater. Seit Mitte der 1990er Jahre ist er auch vermehrt in schwedischen Spielfilmen wie Zusammen!, Patrik 1,5 und Call Girl, wobei er hauptsächlich kleinere Nebenrolle spielte. Seinen größten Erfolg hatte er 2016, als er für seine Darstellung des Martin in Magnus von Horns Drama Efterskalv als Bester Nebendarsteller mit dem schwedischen Filmpreis Guldbagge ausgezeichnet wurde.

## Filmografie (Auswahl)
- 1999: Zero Tolerance – Zeugen in Angst (Noll tolerans)
- 2000: Zusammen! (Tillsammans!)
- 2007: Wen man liebt (Den man älskar)
- 2008: Patrik 1,5
- 2009: Das Mädchen (Flickan)
- 2010: Mankells Wallander: Todesengel (Dödsängeln)
- 2010: Kommissar Winter (Kommissarie Winter, Fernsehserie)
- 2011: Der Kommissar und das Meer (Fernsehserie, Folge 9)
- 2011–2012: Arne Dahl (Filmreihe)
- 2012: Call Girl
- 2012: Ein Fall für Annika Bengtzon (Annika Bengtzon, Folge 3)
- 2013: Die Brücke – Transit in den Tod (Bron, Fernsehserie, eine Folge)
- 2015: Efterskalv
- 2016: Mord im Mittsommer (Morden i Sandhamn, Fernsehserie, 4. Staffel)
- 2018: Springflut (Springfloden, Fernsehserie)
- 2020: Der Kommissar und das Meer (Fernsehserie, Folge 28)